# Ducato di Camerino
Il Ducato di Camerino (già signoria dal 1259 circa al 1515) fu un piccolo Stato indipendente, enclave nello Stato Pontificio, governato per quasi 300 anni dalla famiglia Da Varano, originaria del longobardo ducato di Spoleto. Nel 1515 l'ultimo signore, Giovanni Maria, fu creato duca dal papa Leone X, ma il nuovo rango durò effettivamente solo fino al 1539.

## Storia
Lo "Stato" di Camerino (un tempo si dava a questo termine un significato diverso da quello odierno: anche un piccolo feudo era denominato "Stato") era completamente circondato dai possedimenti pontifici e, in particolare, confinava con le terre di Matelica, San Severino, Fabriano, Nocera, Foligno, Visso, Amandola, Sarnano, San Ginesio e Tolentino.
La sua posizione era strategica tra lo Stato della Chiesa e il ducato di Urbino: entrambi avevano su Camerino precise mire annessionistiche. Per questo il sistema difensivo della signoria varanesca era solido ed esteso: in esso, in parte visibile anche oggi, emergevano la rocca Varano (importante fonte di reddito per i signori, poiché sede del gabelliere il cui ufficio consisteva nel riscuotere un oneroso pedaggio da chiunque percorresse la sottostante strada che da Roma portava al mare Adriatico); le fortezze di Spinoli e di Santa Lucia, la rocca d'Ajello.
Nel 1240 nella cittadina esercitava le sue funzioni il legato del Papa, ma diciannove anni dopo fu devastata dall'esercito di Manfredi di Svevia, figlio naturale dell'imperatore e re di Sicilia Federico II. Molti camerinesi furono trucidati e chi si salvò poté rientrare soltanto nel 1262: tra questi Gentile I da Varano, primo signore con il consenso del pontefice Alessandro IV. Dal XIII secolo, pertanto, il potere subì un graduale trasferimento dalla campagna a Camerino, dove Giulio Cesare da Varano (1444-1502), uno dei più significativi personaggi della casata, fece costruire il Palazzo ducale, il tempio dell'Annunziata (Rocco da Vicenza), destinato a luogo di sepoltura della dinastia, e il monastero delle clarisse per la figlia Camilla Battista, futura santa. Donò, inoltre, alla moglie Giovanna, rampolla del signore di Rimini Sigismondo Pandolfo Malatesta, il castello di Lanciano, sito nei dintorni di Castelraimondo, residenza estiva, nella quale alloggiò la marchesa di Mantova Isabella d'Este che visitò, nel 1494, i da Varano nel suo viaggio tra Roma e Urbino (dove regnava la cognata Elisabetta Gonzaga).

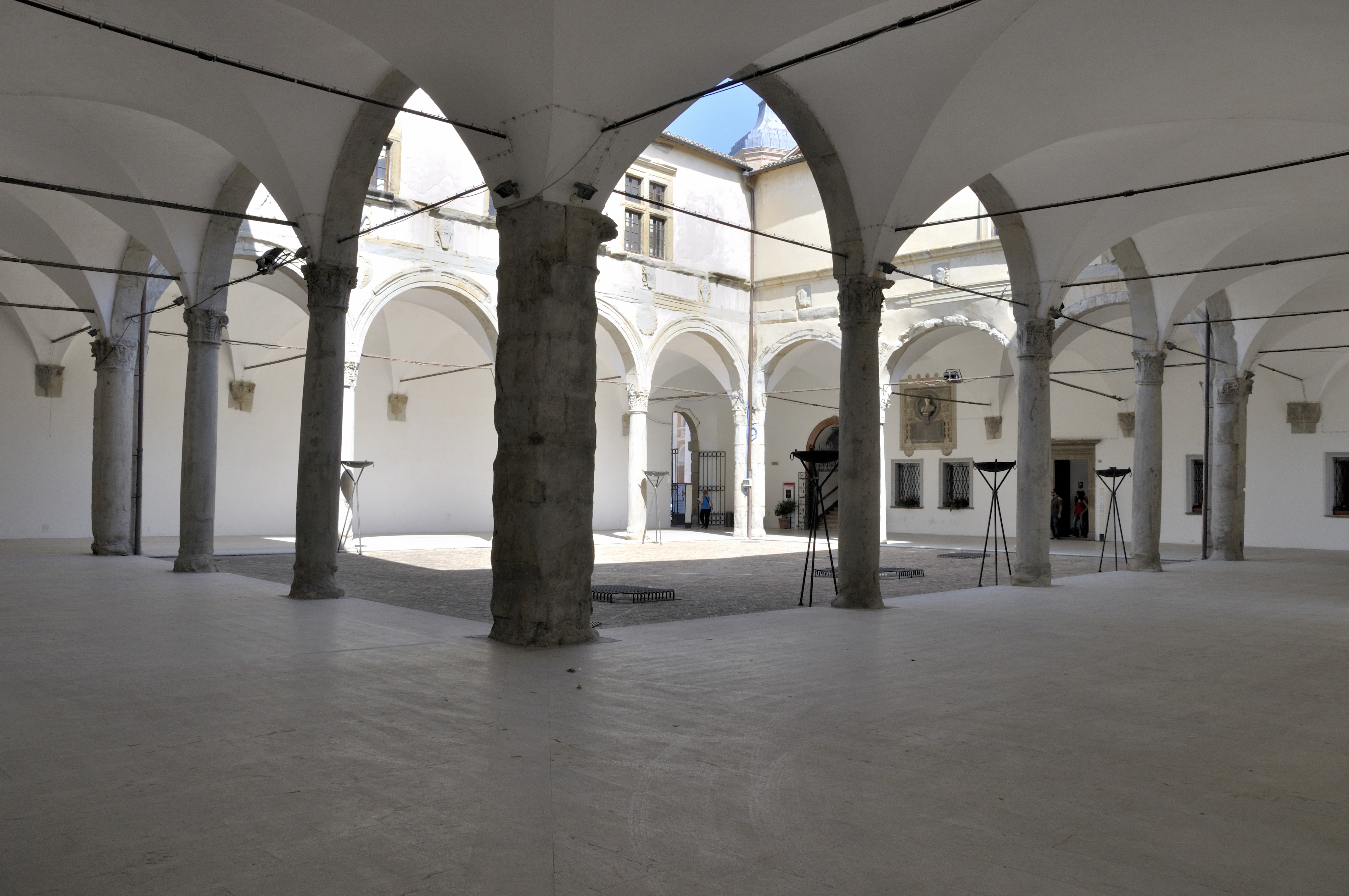
Il Palazzo ducale a Camerino

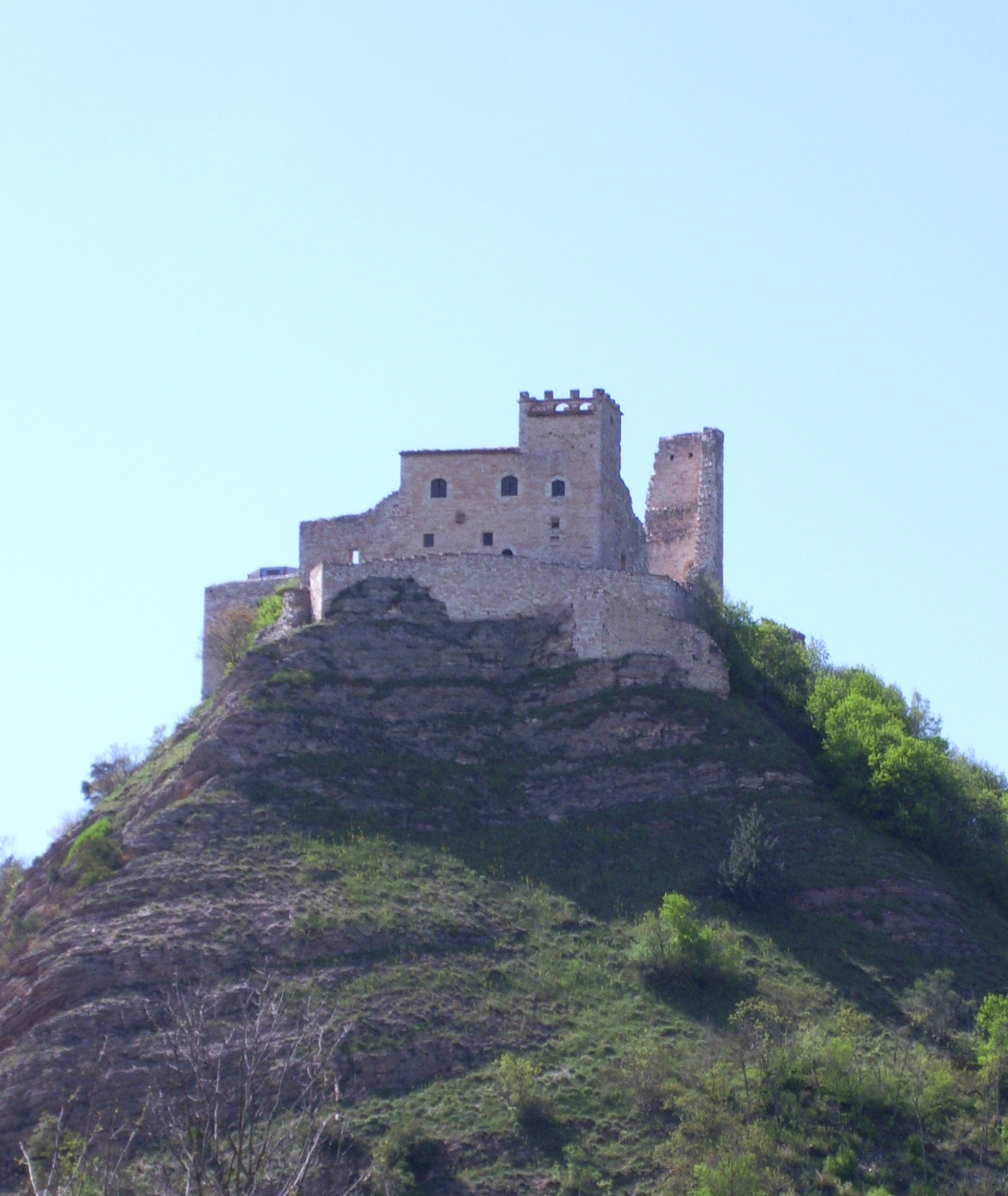
Rocca Varano

Sotto l'amministrazione di Giulio Cesare, lo Staterello estese i propri confini, gli abitanti aumentarono e le attività commerciali prosperarono. Tuttavia, nel 1502 la signoria di Camerino fu attaccata da Cesare Borgia, che, con l'appoggio del padre Alessandro VI, fece assassinare Giulio Cesare e tre dei suoi figli e si impadronì della città.
Dopo la morte di Papa Borgia, nel 1512, a Camerino si reinsediarono i da Varano, nella persona di Giovanni Maria (1502-1527), figlio di Giulio Cesare scampato alla strage di dieci anni prima. La signoria continuò a prosperare, come sotto il governo del padre e, in segno di rinnovata alleanza con il Papato, Giovanni Maria sposò la giovane Caterina Cybo, nipote di Papa Leone X Medici, che nel 1515 gli accordò il titolo ducale. Tuttavia, nel 1527, la sua morte preannunciò la fine del ramo dinastico e l'estinzione del ducato. Come sarebbe accaduto in seguito nel ducato di Urbino, la disposizione papale prevedeva il riassorbimento del feudo in caso di mancanza di eredi maschi: Vittoria Della Rovere, granduchessa di Toscana e ultima della casa regnante, ereditò il patrimonio immobiliare e mobiliare del nonno ma non il trono. La giovane figlia del duca di Camerino Giulia, sotto la reggenza della madre Caterina, riuscì invece a succedere al padre, anche con l'appoggio del marito Guidobaldo II Della Rovere duca di Urbino (sposato con una sontuosa cerimonia), e malgrado il dissenso della linea ferrarese della stirpe. Nel 1539 il papa Paolo III, nondimeno, costrinse la coppia a rinunciare ai propri diritti, in cambio di 78'000 ducati d'oro, e il feudo fu annesso allo Stato Pontificio, dopo una breve parentesi di Ottavio Farnese. Virginia della Rovere (1544-1571), figlia dell'ultima coppia ducale ed erede dei beni lasciatile dall'ava duchessa madre Caterina Cybo, tentò di riavere Camerino con l'appoggio del consorte Federico Borromeo, conte di Arona (che si fregiò perfino del titolo), nipote di Pio IV (e fratello di San Carlo Borromeo), ma non vi riuscì. Anche un ulteriore tentativo fallì, questa volta con il secondo marito Ferdinando Orsini, duca di Gravina: morì a Napoli senza avere avuto figli.

## Sovrani di Camerino (1259 circa - 1539)[9]
| Titolo       | Nome                | Regno                    | Coniuge                                                                  | Note                                                                                        |
| Signore      | Gentile I da Varano | 1259 circa - 1284        | Alteruccia d'Altino                                                      |                                                                                             |
| Signore      | Berardo I           | 1284 - 1325              | Emma                                                                     |                                                                                             |
| Signore      | Rodolfo I           | 1284 - 1316              | Galatea                                                                  | con Berardo I                                                                               |
| Signore      | Gentile II          | 1325 - 1355              | Gentilesca                                                               | figlio di Berardo I                                                                         |
| Signore      | Berardo II          | 1335 - 1341              | Bellafiore Brunforte di San Ginesio                                      | associato al padre Gentile II, gli premorì                                                  |
| Signore      | Rodolfo II          | 1355 - 1384              | Paolina di Mogliano, Camilla Chiavelli                                   | figlio di Berardo II                                                                        |
| Signore      | Giovanni I          | 1384 - 1385              |                                                                          |                                                                                             |
| Signore      | Gentile III         | 1385 - 1399              | Teodora Salimbeni                                                        | fratello minore di Rodolfo II                                                               |
| Signore      | Rodolfo III         | 1399 - 1424              | Elisabetta Malatesta, Costanza Smeducci                                  |                                                                                             |
| Signore      | Piergentile         | 1424 - 1433              | Elisabetta Malatesta                                                     |                                                                                             |
| Signore      | Giovanni II         | 1424 - 1433              | Bartolomea Smeducci                                                      | con Piergentile                                                                             |
| Signore      | Rodolfo IV          | 1444 - 1464              | Camilla d'Este                                                           | 1434-1444, perdita della signoria e nascita della Repubblica di Camerino                    |
| Signore      | Giulio Cesare       | 1444 - 1502              | Giovanna Malatesta                                                       | con Rodolfo IV                                                                              |
| Signore      | Venanzio            | 1502 - 1502              | Maria Della Rovere                                                       | governo di Cesare Borgia                                                                    |
| Signore Duca | Giovanni Maria      | 1502; 1504 - 1515 - 1527 | Caterina Cybo duchessa reggente (1527-1535)                              | 1515 inizio del ducato                                                                      |
| Duchessa     | Giulia              | 1527 - 1539              | Guidobaldo II Della Rovere, duca di Urbino, duca di Camerino (1534-1539) | 1539 estinzione del ducato e consegna da parte di papa Paolo III al nipote Ottavio Farnese. |

## Linea di successione dei duchi di Camerino
|                        |                        |                        |                         |                         |                           |                            |                            |
|                        |                        |                        | Gentile I 1259 – 1284   |                         |                           |                            |                            |
|                        |                        |                        |                         |                         |                           |                            |                            |
|                        |                        |                        |                         |                         |                           |                            |                            |
|                        |                        | Berardo I 1284 – 1325  | Berardo I 1284 – 1325   | Rodolfo I 1284 – 1316   | Rodolfo I 1284 – 1316     |                            |                            |
|                        |                        |                        |                         |                         |                           |                            |                            |
|                        |                        |                        |                         |                         |                           |                            |                            |
|                        |                        | Gentile II 1325 – 1355 |                         |                         |                           |                            |                            |
|                        |                        |                        |                         |                         |                           |                            |                            |
|                        |                        |                        |                         |                         |                           |                            |                            |
|                        |                        | Berardo II 1335 – 1341 |                         |                         |                           |                            |                            |
|                        |                        |                        |                         |                         |                           |                            |                            |
|                        |                        |                        |                         |                         |                           |                            |                            |
| Rodolfo II 1355 – 1384 | Rodolfo II 1355 – 1384 | Giovanni I 1384 – 1385 | Giovanni I 1384 – 1385  | Gentile III 1385 – 1399 | Gentile III 1385 – 1399   |                            |                            |
|                        |                        |                        |                         |                         |                           |                            |                            |
|                        |                        |                        |                         |                         |                           |                            |                            |
|                        |                        |                        |                         | Rodolfo III 1399 – 1424 |                           |                            |                            |
|                        |                        |                        |                         |                         |                           |                            |                            |
|                        |                        |                        |                         |                         |                           |                            |                            |
|                        |                        |                        | Piergentile 1424 – 1433 | Piergentile 1424 – 1433 | Giovanni II 1424 – 1433   | Giovanni II 1424 – 1433    |                            |
|                        |                        |                        |                         |                         |                           |                            |                            |
|                        |                        |                        |                         |                         |                           |                            |                            |
|                        |                        |                        | Rodolfo IV 1444 – 1464  | Rodolfo IV 1444 – 1464  | Giulio Cesare 1444 – 1502 | Giulio Cesare 1444 – 1502  |                            |
|                        |                        |                        |                         |                         |                           |                            |                            |
|                        |                        |                        |                         |                         |                           |                            |                            |
|                        |                        |                        |                         | Venanzio 1502           | Venanzio 1502             | Giovanni Maria 1502 – 1527 | Giovanni Maria 1502 – 1527 |
|                        |                        |                        |                         |                         |                           |                            |                            |
|                        |                        |                        |                         |                         |                           |                            |                            |
|                        |                        |                        |                         |                         |                           | Giulia 1527 – 1539         |                            |